# BeOS
A BeOS a Be Incorporated gyártmányú BeBox gépek operációs rendszere, elsőnek 1990-ben publikálták, melynek az egyik kulcseleme a  GUI felületének szerkezete és használhatósága. 
Ez egy fokozottan moduláris, egyfelhasználós, teljesen alapjaiból újraírt rendszer, legfőképp a digitális médiafájlok kezelésére írták: digitális audio, video és 3D grafikai feldolgozásra.
A rendszernek léteznek azóta PowerPC és Intel processzorokon futó változatai is, bár ezek nem élvezik az eredeti BeBox multimédiás teljesítményét.
Az 1990-es évek közepén felmerült, hogy az operációs rendszere fejlesztésében lemaradó Apple a BeOS-t használja a Macintosh gépeinek az operációs rendszereként a Mac OS helyett.  Az ötletet végül elvetették, helyette a NextSTEP rendszert választották a Steve Jobs vezette NeXT Computer megvásárlása révén.
A BeOS 2001-ben a Palm Inc. tulajdonába került, mikor a cég felvásárolta a Be Inc.-et. Jelenleg a BeOS-t kisszámú önkéntes gondozza. A BeOS folytatásaként fogható fel a nyílt forrású Haiku operációs rendszer, amely kompatibilis a BeOS-sal, és 2001-től 2004-ig OpenBeOS néven volt ismert, ezt követően változtatták a nevét Haiku-ra.